# Liste d'élections en 2006
Chronologie des élections
- 2002
- 2003
- 2004
- 2005
- 2006
- 2007
- 2008
- 2009
- 2010

Cette liste recense les élections organisées durant l'année 2006. Elle inclut les élections législatives et présidentielles nationales dans les États souverains, ainsi que les référendums.

## Commentaires généraux
Au Canada, les conservateurs retrouvent le pouvoir, succédant aux libéraux à l'occasion des élections en janvier, mais ne peuvent que former un gouvernement minoritaire, mené par Stephen Harper. En Italie, l'alliance des partis de gauche succède à la droite et forme le nouveau gouvernement issu des élections du mois d'avril ; Romano Prodi devient président du Conseil. Aux États-Unis, l'opposition démocrate remporte la majorité aux deux chambres du Congrès aux élections de mi-mandat en novembre.
En Ukraine, Viktor Iouchtchenko, chassé du pouvoir en janvier 2005 par la révolution orange, le retrouve en remportant les élections législatives en mars, devenant Premier ministre. En Amérique latine, la gauche progresse : le candidat de centre-gauche Alan García remporte l'élection présidentielle au Pérou en juin, tandis que le sandiniste Daniel Ortega est élu président du Nicaragua en octobre, et que le candidat de gauche Rafael Correa remporte l'élection présidentielle en Équateur en novembre. La République démocratique du Congo, quant à elle, organise en juillet et en octobre ses premières élections nationales depuis les années 1980, et ses premières élections multipartites depuis 1965, après la deuxième guerre du Congo et alors que la situation dans le pays demeure instable. Elle reçoit l'aide des Nations unies et de l'Union européenne pour la tenue de ces scrutins.
En Palestine, le Hamas, mouvement de résistance, islamiste, remporte largement les élections législatives en janvier. En Slovaquie, à l'issue des législatives en juin, les sociaux-démocrates forment un gouvernement de coalition « rouge-brune » avec l'extrême-droite. Aux Fidji, le gouvernement de droite nationaliste de Laisenia Qarase, qui contient une faction d'extrême-droite, est reconduit par les élections du mois de mai, avant d'être renversé par l'armée, en raison notamment de ses politiques racistes. En Bulgarie, le candidat de l'extrême-droite ultra-nationaliste et antisémite accède au second tour de l'élection présidentielle en octobre, mais est largement battu par le président social-démocrate sortant Gueorgui Parvanov.
Au Laos, le scrutin législatif en avril demeure une élection à parti unique, sans alternance possible. En Biélorussie (septembre), en Gambie (septembre) et au Tadjikistan (novembre), les élections sont ouvertes en principe aux candidats d'opposition, mais un régime autoritaire veille à ce que l'opposition ne puisse les remporter.

## Janvier
| Date             | Pays                   | Élections      | Contexte | Résultats |
| ---------------- | ---------------------- | -------------- | --- | --- |
| 15 janvier       | Chili                  | Présidentielle | 2e tour. La constitution interdit à un président sortant de se représenter ; Ricardo Lagos (de l'alliance de centre-gauche « Concertation ») n'est donc pas candidat. Les élections législatives de décembre 2005 ont donné une majorité absolue des sièges à la « Concertation » aux deux chambres du Congrès. | Michelle Bachelet (Parti socialiste, Concertation) est élue avec 53,5 % des voix face à Sebastián Piñera (Rénovation nationale : libéral-conservateur). |
| 22 janvier       | Cap-Vert               | Législatives   | | Le Parti africain pour l'indépendance (gauche) conserve la majorité absolue des sièges. José Maria Neves demeure Premier ministre. Une élection présidentielle a lieu en février. |
| 22 janvier       | Portugal               | Présidentielle | De par la constitution, le président sortant Jorge Sampaio (Parti socialiste) ne peut briguer un troisième mandat. | Alternance. Aníbal Cavaco Silva (Parti social-démocrate : centre-droit libéral-conservateur) est élu dès le premier tour, avec 50,5 % des voix. Le candidat du Parti socialiste (centre-gauche), Mário Soares, ne termine que troisième, avec 14,3 %, derrière le dissident socialiste sans étiquette Manuel Alegre (20,7 %). |
| 23 janvier       | Canada                 | Législatives   | | Parlement sans majorité. Alternance. Le Parti conservateur (libéral-conservateur) devance le Parti libéral (centriste, progressiste, social-libéral) au pouvoir, et obtient la majorité relative. Il forme un gouvernement minoritaire avec tout juste 40 % des sièges. Stephen Harper devient Premier ministre.              |
| 25 janvier       | Palestine              | Législatives   | Premières élections législatives depuis dix ans, leur tenue ayant été retardée par le conflit israélo-palestinien. | Alternance. Le Hamas (extrême-droite islamiste et antisémite) remporte la majorité absolue des sièges, devançant le Fatah (gauche laïque) jusque-là majoritaire. Ismaël Haniyeh (Hamas) devient Premier ministre. |
| 27 janvier       | Antilles néerlandaises | Législatives   | Les Antilles néerlandaises sont un pays constitutif des Pays-Bas. | Parlement sans majorité. Aucun parti n'atteint même un quart des sièges. Etienne Ys (Parti pour les Antilles restructurées : centriste, libéral) demeure Premier ministre jusqu'à fin mars, puis Emily de Jongh-Elhage (même parti) lui succède.                                                                              |
| 15 et 29 janvier | Finlande               | Présidentielle | | Tarja Halonen (Parti social-démocrate : centre-gauche) est réélue avec 51,8 % ds voix face à Sauli Niinistö (Parti de la coalition nationale : libéral-conservateur). |

## Février
| Date            | Pays       | Élections                      | Contexte | Résultats |
| --------------- | ---------- | ------------------------------ | --- | --- |
| 5 février       | Costa Rica | Législatives et présidentielle | Le président sortant Abel Pacheco (Parti unité sociale-chrétienne : centre-droit) ne se représente pas, conformément à la constitution. | Parlement sans majorité. Le Parti de la libération nationale (PLN ; droite conservatrice et néo-libérale) obtient la majorité relative des sièges. Alternance à la présidence de la République : Óscar Arias Sánchez (PLN) est élu avec 40,9 % des voix, face notamment à Ottón Solís (Parti d'action citoyenne : centre-gauche libéral ; 39,8 %). Le candidat social-chrétien Ricardo Toledo ne termine que quatrième, avec 3,6 % des voix. |
| 7 février       | Haïti      | Législatives et présidentielle | 1er tour. Ces élections font suite à la rébellion de 2004, et se déroulent en présence des forces de la Mission des Nations unies pour la stabilisation en Haïti. | René Préval (Front de l'Espoir : centre-gauche) est élu président de la République dès le 1er tour, avec 51,2 % des voix. Le second tour des élections législatives a lieu le 21 avril. |
| 11 - 15 février | Tokelau    | Référendum d'autodétermination | Les Tokelau sont un territoire sous souveraineté de la Nouvelle-Zélande. Les citoyens sont appelés à se prononcer pour ou contre une proposition de statut de libre association avec celle-ci. | La proposition est approuvée par 60,1 % des votants, n'atteignant donc pas l'approbation des deux tiers nécessaire pour être adoptée. Un référendum identique est organisé l'année suivante. |
| 12 février      | Cap-Vert   | Présidentielle                 | Puisqu'il n'y a que deux candidats, l'élection se déroule en un seul tour. | Pedro Pires (Parti africain pour l'indépendance : gauche) est réélu avec 51,0 % des voix face à Carlos Veiga (Mouvement pour la démocratie : centre-droit libéral). |
| 23 février      | Ouganda    | Législatives et présidentielle | Premières élections multipartites depuis 1980, l'interdiction des partis politiques ayant été levée. Le principal candidat d'opposition, Kizza Besigye, est arrêté et inculpé pour trahison et pour viol deux mois avant les élections, accusé notamment d'entretenir des liens avec des groupes rebelles armés. Sous pression de la communauté internationale, les autorités lui permettent de maintenir sa candidature. | Le Mouvement de résistance nationale (droite : conservatisme social, libéralisme économique), au pouvoir, remporte une large majorité des sièges. Yoweri Museveni (MRN) est réélu président de la République avec 59,3 % des voix face à quatre autres candidats. Son principal adversaire, Kizza Besigye (Forum pour le changement démocratique : centre-droite) en obtient 37,4 %.                                                         |

## Mars
| Date         | Pays                 | Élections                    | Contexte | Résultats |
| ------------ | -------------------- | ---------------------------- | --- | --- |
| 5 et 19 mars | Bénin                | Présidentielle               | Le président sortant Mathieu Kérékou (Front d'action pour le renouveau et le développement) ne peut pas se représenter, ayant atteint l'âge limite de 70 ans fixé par la constitution. | Alternance. Thomas Boni Yayi (sans étiquette) est élu au second tour avec 74,5 % des voix face à Adrien Houngbédji (Parti du renouveau démocratique). |
| 12 mars      | Colombie             | Législatives et sénatoriales | | Congrès sans majorité. Aucun parti n'obtient plus de 12 % des sièges à la Chambre des représentants, ni plus de 20 % au Sénat. Le Parti libéral (social-libéral), le Parti conservateur (droite) et le Parti social d'unité nationale (libéral-conservateur) sont à quasi-égalité. Une élection présidentielle a lieu en mai. |
| 12 mars      | Salvador             | Législatives                 | | Parlement sans majorité. L'Alliance républicaine nationaliste (droite conservatrice et néo-libérale) devance de peu le Front Farabundo Martí de libération nationale (gauche), mais les deux partis demeurent à quasi-égalité, sans parvenir à atteindre la majorité absolue des sièges. |
| 26 mars      | Sao Tomé-et-Principe | Législatives                 | | Parlement sans majorité. Alternance. L'alliance du Mouvement pour les forces de changement démocratique - Parti libéral (MDFM-PL) et du Parti de convergence démocratique - Groupe de réflexion devance de peu le Mouvement pour la libération de Sao Tomé-et-Principe – Parti social-démocrate (centre-gauche), sans atteindre la majorité absolue. Tomé Vera Cruz (MDFM-PL) devient Premier ministre. Une élection présidentielle a lieu en juillet. |
| 26 mars      | Ukraine              | Législatives                 | Premières élections législatives depuis la révolution orange de décembre 2004-janvier 2005.                                                                                            | Parlement sans majorité. Le Parti des régions (centre-droit, pro-russe, eurosceptique) obtient la majorité relative des sièges. C'est le parti de Viktor Ianoukovytch, dont l'élection à la présidence de la République fin 2004, jugée frauduleuse, avait déclenché la révolution orange et avait été annulée. Le Parti des régions parvient à former un gouvernement de coalition avec le Parti socialiste (centre-gauche) et le Parti communiste. Viktor Ianoukovytch devient premier ministre. Les conflits entre ce gouvernement et le président Viktor Iouchtchenko, qui soutient l'opposition parlementaire, aboutissent à la dissolution du Parlement par le président de la République en avril 2007, et à la tenue d'élections anticipées. |
| 28 mars      | Israël               | Législatives                 | Élections anticipées, provoquées par le retrait des travaillistes du gouvernement de coalition.                                                                                        | Parlement sans majorité. Le parti Kadima (centriste, libéral) termine en tête avec près d'un quart des sièges. Ehud Olmert (Kadima) demeure premier ministre, formant un gouvernement de coalition avec le Parti travailliste (centre-gauche), le parti Shas (droite ultra-orthodoxe) et le parti Gil (conservateur, défendant les intérêts des retraités). |

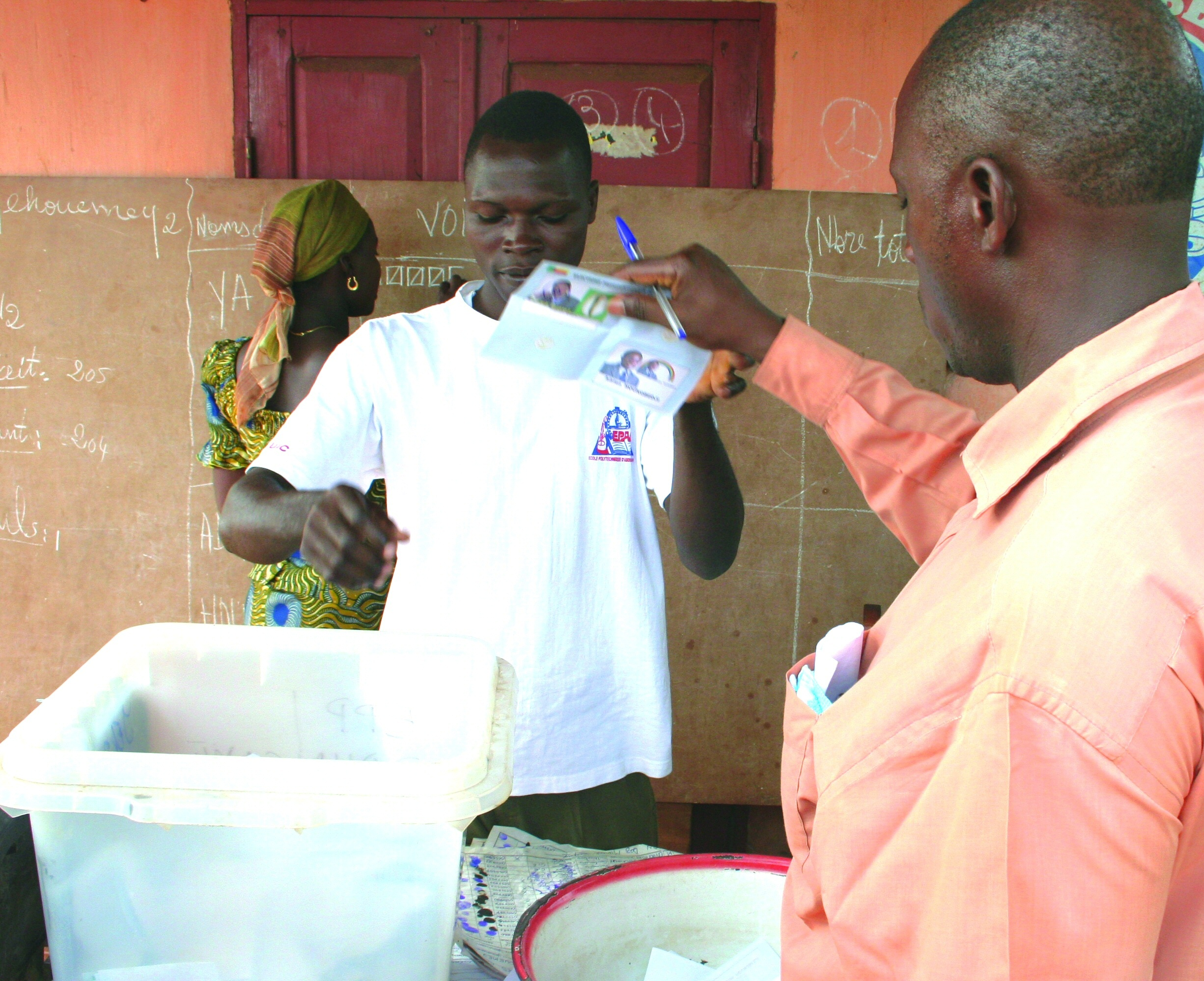
Dépouillement du vote de l'élection présidentielle béninoise de mars 2006.

## Avril
| Date          | Pays    | Élections                      | Contexte | Résultats |
| ------------- | ------- | ------------------------------ | --- | --- |
| 9 avril       | Pérou   | Législatives et présidentielle | Tour unique des législatives, et 1er tour de la présidentielle. | Congrès sans majorité. L'Union pour le Pérou (centre-gauche) obtient une majorité relative des sièges. |
| 9 et 10 avril | Italie  | Parlementaires                 | | Alternance. L'Union (alliance de partis de centre-gauche, de gauche et d'extrême-gauche) remporte la majorité absolue des sièges dans les deux chambres, devançant l'alliance Maison des libertés (droite, centre-droit et extrême-droite) au pouvoir. Romano Prodi (parti l'Olivier : centre-gauche chrétien-social et écologiste) devient président du Conseil (premier ministre). |
| 21 avril      | Haïti   | Législatives                   | 2d tour. Ces élections font suite à la rébellion de 2004, et se déroulent en présence des forces de la Mission des Nations unies pour la stabilisation en Haïti. | Parlement sans majorité. Le Front de l'Espoir (centre-gauche), parti du nouveau président René Préval, obtient la majorité relative des sièges dans les deux chambres. |
| 9 et 23 avril | Hongrie | Législatives                   | | La coalition du Parti socialiste (centre-gauche) et de l'Alliance des démocrates libres (centristes, sociaux-libéraux) conserve la majorité absolue des sièges. Ferenc Gyurcsány (socialiste) demeure premier ministre. |
| 30 avril      | Laos    | Législatives                   | Le Laos est un État à parti unique. Le Parti révolutionnaire populaire (marxiste-léniniste) présente davantage de candidats qu'il n'y a de sièges à pourvoir, invitant les citoyens à les départager. Les candidatures hors-parti sont autorisées, à condition d'être approuvées par des structures locales liées au parti. Pour ce scrutin, tous les candidats sauf deux sont membres du parti. | Les deux candidats indépendants sont élus, tous les autres sièges revenant automatiquement au Parti révolutionnaire populaire. La nouvelle Assemblée élit Choummaly Sayasone à la présidence de la République et approuve la nomination de Bouasone Bouphavanh au poste de premier ministre.                                                                                         |

## Mai
| Date        | Pays       | Élections                     | Contexte | Résultats |
| ----------- | ---------- | ----------------------------- | --- | --- |
| 3 mai       | Tchad      | Présidentielle                | Un amendement constitutionnel permet au président Idriss Déby, à la tête de l'État depuis 1990, de briguer un nouveau mandat. Une tentative de coup d'État militaire échoue le 14 mars. La majeure partie de l'opposition boycotte le scrutin, pour protester contre la candidature d'Idriss Déby. | Idriss Déby (Mouvement patriotique du Salut : centre-gauche, sans idéologie définie) est réélu avec 64,7 % des voix face à quatre autres candidats. |
| 8 au 10 mai | Italie     | Présidentielle                | Élection au suffrage indirect par les députés, les sénateurs et les représentants des régions. Le président Carlo Azeglio Ciampi (sans étiquette) ne se représente pas. | Giorgio Napolitano (Démocrates de gauche : centre-gauche) est élu au quatrième tour du scrutin. |
| 6 au 13 mai | Fidji      | Législatives                  | | Le Parti des Fidji unies (droite à extrême-droite, conservateur, nationalisme ethnique) conserve de justesse la majorité absolue des sièges. Laisenia Qarase demeure premier ministre. Le 5 décembre, son gouvernement est renversé par le contre-amiral Frank Bainimarama, qui l'accuse de mener des politiques racistes qui divisent le pays, et prend le pouvoir. |
| 21 mai      | Chypre     | Législatives                  | | Parlement sans majorité. Le Parti progressiste des travailleurs (communiste) et le parti Rassemblement démocrate (conservateur) terminent conjointement en tête, mais sans s'approcher d'une majorité absolue des sièges. |
| 21 mai      | Monténégro | Référendum sur l'indépendance | | Le « oui » l'emporte à 55,4 %. Le Monténégro devient un État souverain le 3 juin, mettant fin à la Communauté d'États de Serbie-et-Monténégro. Des élections législatives ont lieu en juin. |
| 28 mai      | Colombie   | Présidentielle                | | Le président Álvaro Uribe (Colombie d'abord : conservateur) est réélu avec 62,2 % des voix face à six autres candidats. |

## Juin
| Date        | Pays               | Élections      | Contexte | Résultats |
| ----------- | ------------------ | -------------- | --- | --- |
| 2 et 3 juin | République tchèque | Législatives   | | Parlement sans majorité. Alternance. Le Parti démocratique civique (droite national-libérale et eurosceptique), principal parti d'opposition, remporte une majorité relative des sièges. Son dirigeant, Mirek Topolánek, devient premier ministre, mais ce n'est qu'en janvier 2007 qu'il parvient à former un gouvernement de coalition, avec l'Union chrétienne démocrate - Parti populaire tchécoslovaque (centristes, chrétiens-démocrates, pro-européens) et le Parti vert (écologiste, centre-gauche, pro-européen). Ensemble, ces trois partis disposent exactement de la moitié des sièges au Parlement. La nouvelle opposition, constituée du Parti social-démocrate et du Parti communiste, détient l'autre moitié. |
| 4 juin      | Pérou              | Présidentielle | 2d tour. La constitution ne permet pas au président sortant, Alejandro Toledo (Pérou possible : centriste et libéral), de se représenter. | Alternance. Alan García (Alliance populaire révolutionnaire américaine : centre-gauche) est élu avec 55,5 % des voix face à Ollanta Humala (Union pour le Pérou : centre-gauche). |
| 17 juin     | Slovaquie          | Législatives   | Élections anticipées, provoquées par le retrait des chrétiens-démocrates du gouvernement de coalition.                                    | Parlement sans majorité. Alternance. Le parti Direction - Social-démocratie (centre-gauche, populiste) termine en tête, obtenant un tiers des sièges. Robert Fico (D-SD) devient premier ministre, formant un gouvernement de coalition « rouge-brune » avec le Parti national (extrême-droite) et le Parti populaire - Mouvement pour une Slovaquie démocratique (droite national-conservatrice et populiste). Pour son alliance avec l'extrême-droite, le D-SD est suspendu du Parti socialiste européen. |

## Juillet
| Date       | Pays                             | Élections                      | Contexte | Résultats |
| ---------- | -------------------------------- | ------------------------------ | --- | --- |
| 2 juillet  | Mexique                          | Législatives et présidentielle | Le président Vicente Fox (Parti action nationale) ne se représente pas. | Congrès sans majorité. Le Parti action nationale (PAN ; droite chrétienne-sociale) conserve la majorité relative des sièges dans les deux chambres. Le parti conserve également la présidence de la République, avec la victoire de Felipe Calderón qui obtient 35,9 % des voix face à quatre autres candidats. Il devance de très peu Andrés López (Parti de la révolution démocratique : centre-gauche), qui recueille 35,3 % des voix et ne reconnaît pas sa défaite. |
| 5 juillet  | Macédoine                        | Législatives                   | | Alternance. Parlement sans majorité. L'Union sociale-démocrate (centre-gauche) et ses alliés, qui disposaient de la moitié des sièges au parlement sortant, reculent et sont devancés par le VMRO-DPMNE (droite) et ses alliés, sans que ces derniers ne parviennent à s'approcher de la majorité. Nikola Gruevski (VMRO-DPMNE) devient premier ministre, formant un gouvernement de coalition avec le Parti démocratique des Albanais (droite ethnique), le Nouveau Parti social-démocrate (centre-gauche), le parti Renouveau démocratique (écologiste, centriste), et le Parti pour l'avenir européen (agrarien). |
| 30 juillet | République démocratique du Congo | Législatives et présidentielle | 1er tour de la présidentielle, et tour unique des législatives. Premières élections nationales depuis les années 1980, et premières élections multipartites depuis 1965. Elles se déroulent en présence des forces de la Mission de l'Organisation des Nations unies en République démocratique du Congo, et des forces européennes de l'EUFOR RD Congo. | Parlement sans majorité. Le Parti du peuple pour la reconstruction et la démocratie (centre-gauche) termine en tête avec un peu plus d'un cinquième des sièges. |
| 30 juillet | Seychelles                       | Présidentielle                 | | James Michel (Front progressiste du peuple : centre-gauche) est réélu avec 53,7 % des voix face à deux autres candidats, dont Wavel Ramkalawan (Parti national : centriste, libéral), qui obtient 45,7 % des suffrages. |
| 30 juillet | Sao Tomé-et-Principe             | Présidentielle                 | Élu en 2011 sous les couleurs du parti Action démocratique indépendante (ADI ; centriste), le président Fradique de Menezes représente désormais le Mouvement pour les forces de changement démocratique - Parti libéral (MDFM-PL), tandis que l'ADI fait partie de l'opposition.                                                                        | Fradique de Menezes (MDFM-PL) est réélu avec 60,6 % des voix face à deux autres candidats, dont Patrice Trovoada (ADI ; 38,8 %). |

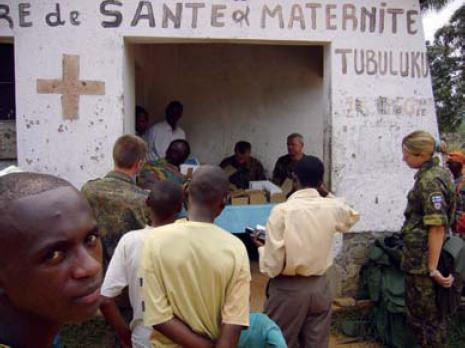
Des soldats finlandais assurent la sécurité à un bureau de vote dans l'est de la République démocratique du Congo, lors des élections du mois de juillet.

## Août
| Date    | Pays   | Élections    | Contexte                                         | Résultats |
| ------- | ------ | ------------ | ------------------------------------------------ | --- |
| 3 août  | Tuvalu | Législatives | Il n'existe pas de partis politiques aux Tuvalu. | Alternance. Tous les ministres sortants, à l'exception du Premier ministre Maatia Toafa, perdent leurs sièges de députés. Le nouveau Parlement élit Apisai Ielemia au poste de Premier ministre. |
| 28 août | Guyana | Législatives |                                                  | Le Parti progressiste populaire (communiste, et associé à la communauté d'origine indienne) conserve la majorité absolue des sièges. Sam Hinds (PPP) demeure Premier ministre.                   |

## Septembre
| Date         | Pays        | Élections                      | Contexte | Résultats |
| ------------ | ----------- | ------------------------------ | --- | --- |
| 6 septembre  | Biélorussie | Présidentielle                 | L'OSCE estime que ces élections ne se sont pas déroulées de manière conforme aux normes démocratiques.                                                                       | Alexandre Loukachenko (sans étiquette) est réélu avec 82,6 % des voix face à trois autres candidats. Son principal opposant, Alexandre Milinkevitch (Forces démocratiques unies : centre-gauche), recueille 6,0 % des suffrages, et se voit décerner le prix Sakharov par le Parlement européen en décembre. |
| 10 septembre | Monténégro  | Législatives                   | Premières élections après l'indépendance du pays en juin. | La Coalition pour un Monténégro européen (alliance de centre-gauche et du centre qui rassemble le Parti démocratique socialiste, le Parti social-démocrate et le Parti libéral) remporte la majorité relative des sièges, manquant d'un seul siège la majorité absolue. L'unique député du parti Alternative albanaise (parti ethnique) les rejoint après le scrutin, leur conférant cette majorité. Željko Šturanović (PDS) devient Premier ministre.                   |
| 17 septembre | Suède       | Législatives                   | | Alternance. Le Parti social-démocrate des travailleurs (centre-gauche, au pouvoir), conserve le plus grand nombre de sièges au Parlement, sans qu'aucun parti ne puisse s'approcher de la majorité à lui seul. Mais la coalition de centre-droit « Alliance » (rassemblant les Modérés, le Parti du centre, le Parti du peuple - Les Libéraux et les Chrétiens-démocrates) remporte la majorité absolue des sièges. Fredrik Reinfeldt (modéré) devient Premier ministre. |
| 22 septembre | Gambie      | Présidentielle                 | La Gambie à cette date est un régime autoritaire, où l'opposition est soumise à des actes d'intimidation et ne peut fonctionner librement.                                   | Yahya Jammeh (Alliance patriotique pour la réorientation et la construction : droite autoritaire et conservatrice) est réélu avec 67,3 % des voix, face à deux autres candidats. |
| 22 septembre | Yémen       | Présidentielle                 | Dix jours avant le scrutin, cinquante-et-une personnes meurent dans d'un mouvement de foule dans un stade trop rempli, lors d'un rassemblement de partisans du gouvernement. | Ali Abdallah Saleh (Congrès général du peuple : centriste, hétéroclite), au pouvoir depuis 1978, est réélu avec 77,2 % des voix face à trois autres candidats. Faisal Bin Shamlan, le candidat d'une coalition de partis d'opposition, et ancien ministre des Infrastructures et du Pétrole du Yémen du Sud, obtient 21,8 % des suffrages. |
| 26 septembre | Îles Cook   | Législatives                   | Élections anticipées, le gouvernement ayant perdu sa majorité au Parlement. Les Îles Cook sont un État de facto indépendant, en libre association avec la Nouvelle-Zélande.  | Le Parti démocrate (centre-droit libéral), au pouvoir, retrouve la majorité absolue des sièges. Jim Marurai (démocrate) demeure Premier ministre. |
| 28 septembre | Zambie      | Législatives et présidentielle | | Parlement sans majorité. Le parti Mouvement pour la démocratie multipartite (centre-gauche) y conserve la majorité relative. Levy Mwanawasa (MDM) est réélu président de la République avec 43,0 % des voix face à quatre autres candidats. |

## Octobre
| Date              | Pays                             | Élections                      | Contexte | Résultats |
| ----------------- | -------------------------------- | ------------------------------ | --- | --- |
| 1er octobre       | Autriche                         | Législatives                   | | Alternance. Parlement sans majorité. Le Parti social-démocrate (SPÖ, centre-gauche) devance de peu le Parti populaire (ÖVP, centre-droit) au pouvoir. Ces deux partis forment une grande coalition avec Alfred Gusenbauer (SPÖ) pour chancelier. |
| 1er octobre       | Bosnie-Herzégovine               | Législatives et présidentielle | Le pays est doté d'une présidence fédérale tripartite, devant être composée d'un Bosniaque, d'un Croate et d'un Serbe. | Parlement sans majorité. Aucun parti n'atteint même un quart des sièges. Haris Silajdžić (Parti pour la Bosnie-Herzégovine : droite nationaliste) est élu président bosniaque avec 62,8 % des voix, devançant très nettement le sortant Sulejman Tihić (Parti d'action démocratique : centre-droit ; 27,5 %). Željko Komšić (Parti social-démocrate : centre-gauche) est l'élu croate, avec 40,0 % des voix. Nebojša Radmanović (Alliance des sociaux-démocrates indépendants : droite) est l'élu pour la communauté serbe, avec 53,3 % des suffrages.                                                                     |
| 1er et 29 octobre | Brésil                           | Législatives et présidentielle | | Parlement sans majorité, très divisé. Le Parti du mouvement démocratique (centre-droit, hétéroclite) obtient le plus de sièges à la Chambre des députés, devant le Parti des travailleurs (gauche), mais aucun parti n'obtient même un cinquième des sièges. Les Démocrates (droite conservatrice, libérale en économie) sont le premier parti au Sénat, avec toutefois moins d'un quart des sièges. Luiz Inácio Lula da Silva (Parti des travailleurs) est réélu président de la République au second tour avec 60,8 % des voix, face à Geraldo Alckmin (Parti de la social-démocratie brésilienne : centriste, libéral). |
| 5 octobre         | Nicaragua                        | Législatives et présidentielle | Le président Enrique Bolaños Geyer (Alliance pour la République : libéral-conservateur) ne se représente pas. | Alternance. Parlement sans majorité. Le Front sandiniste de libération nationale (gauche, théologie de la libération) y obtient la majorité relative des sièges. Daniel Ortega (FSLN) est élu président de la République avec 38,1 % des voix face à quatre autres candidats, dont Eduardo Montealegre (Alliance libérale : droite ; 29,0 %) et José Rizo Castellón (Parti libéral constitutionnaliste : droite ; 26,2 %). |
| 6 octobre         | Lettonie                         | Législatives                   | | La coalition de partis de centre-droit et de droite au pouvoir conserve la majorité absolue des sièges. Aigars Kalvītis (Parti populaire : conservateur) demeure Premier ministre, maintenant sa coalition avec l'Union des verts et des paysans (centre-droit écologiste) et le Premier Parti de Lettonie/Voie lettonne (centre-droit chrétien-démocrate et libéral), mais y intégrant le parti Pour la patrie et la liberté (droite national-conservatrice et eurosceptique, libérale en économie) à la place du parti Nouvelle Ère (centre-droit libéral).                                                              |
| 20 octobre        | Équateur                         | Législatives et présdentielle  | Tour unique des législatives, et 1er tour de la présidentielle. | Congrès sans majorité. Le Parti rénovateur institutionnel de l'action nationale (droite populiste) y obtient la majorité relative avec un peu plus d'un quart des sièges. |
| 22 et 29 octobre  | Bulgarie                         | Présidentielle                 | | Gueorgui Parvanov (Parti socialiste : centre-gauche, pro-russe) est réélu au second tour avec 75,9 % des voix face à Volen Siderov (Union nationale Attaque : extrême-droite ultra-nationaliste et antisémite). |
| 30 octobre        | République démocratique du Congo | Présidentielle                 | 2d tour. Première élection présidentielle depuis 1984, et première élection présidentielle multipartite de l'histoire du pays. Elle fait suite à la deuxième guerre du Congo, et se déroule en présence des forces de la Mission de l'Organisation des Nations unies en République démocratique du Congo, et des forces européennes de l'EUFOR RD Congo. | Joseph Kabila (sans étiquette) est réélu avec 58,1 % des voix face à Jean-Pierre Bemba (Mouvement de libération du Congo : populiste, libéral). |

## Novembre
| Date        | Pays        | Élections                     | Contexte | Résultats |
| ----------- | ----------- | ----------------------------- | --- | --- |
| 6 novembre  | Tadjikistan | Présidentielle                | Un amendement constitutionnel est adopté pour permettre au président sortant de briguer un troisième mandat. Les partis d'opposition boycottent le scrutin pour protester. L'OSCE estime que les candidats qui se présentent ne constituent qu'une opposition de façade, acquise au gouvernement. | Emomalii Rahmon (Parti démocrate populaire : autoritaire, laïc, populiste) est réélu avec 79,3 % des voix face à quatre autres candidats. |
| 7 novembre  | États-Unis  | Législatives et sénatoriales  | | Alternance. Le Parti démocrate (centriste, social-libéral) remporte la majorité absolue des sièges à la Chambre des représentants. Au Sénat, les démocrates progressent également et obtiennent quarante-neuf sièges sur cent, autant que le Parti républicain (droite conservatrice et néo-libérale), qui perd sa majorité. Les deux sénateurs indépendants, Joseph Lieberman et Bernie Sanders, sont proches du Parti démocrate, conférant à celui-ci une majorité effective. |
| 22 novembre | Pays-Bas    | Législatives                  | Élections anticipées, le gouvernement ayant perdu sa majorité parlementaire. | Parlement sans majorité. Jan Peter Balkenende (Appel chrétien-démocrate : centre-droit) demeure Premier ministre, mais doit former un gouvernement de coalition avec le Parti travailliste (centre-gauche, jusque-là principal parti d'opposition) et l'Union chrétienne (centre-droit). Ces élections sont également marquées par la percée du Parti socialiste (gauche radicale), qui devient le premier parti d'opposition.                                                  |
| 24 novembre | Équateur    | Législatives et présdentielle | 2d tour. Le président sortant Alfredo Palacio (sans étiquette) ne se représente pas. | Alternance. Rafael Correa (Alianza País : gauche) est élu avec 56,7 % des voix face à Álvaro Noboa (Parti rénovateur institutionnel de l'action nationale : droite populiste). |

## Décembre
| Date        | Pays         | Élections      | Contexte | Résultats |
| ----------- | ------------ | -------------- | -------- | --- |
| 3 décembre  | Madagascar   | Présidentielle |          | Marc Ravalomanana (parti J'aime Madagascar) est réélu avec 54,8 % des voix face à treize autres candidats. L'armée le contraint par la suite à la démission lors de la crise politique de 2009.                                                                                 |
| 3 décembre  | Venezuela    | Présidentielle |          | Hugo Chávez (Mouvement Cinquième République : gauche) est réélu avec 62,8 % des voix face à treize autres candidats, dont Manuel Rosales (Un nouveau temps : centre-gauche) qui obtient 36,9 % des suffrages.                                                                   |
| 11 décembre | Sainte-Lucie | Législatives   |          | Alternance. Le Parti uni des travailleurs (centre-droit) remporte la majorité absolue des sièges, tandis que le Parti travailliste (centre-gauche), jusque-là au pouvoir, perd plus de la moitié de ses sièges. John Compton (PUT) devient Premier ministre, à l'âge de 81 ans. |
| 17 décembre | Gabon        | Législatives   |          | Le Parti démocratique (conservateur), au pouvoir depuis sa création en 1968, conserve la majorité absolue des sièges. Jean Eyeghe Ndong demeure Premier ministre. |